# Сергей Шнуров
Сергей Шнуров е руски музикант, поет, певец, композитор, актьор, художник и телевизионен водещ, най-известен като вокалист на група Ленинград.

## Биография
Роден е в Ленинград през 1973 г. Завършва Ленинградския инженерно-строителен институт. Работил е като шофьор на камион, пазач в детска градина, стъклар, ковач, асистент-оператор. През 1991 г. създава първия си музикален проект – рап групата „Алкорепица“. Следва насочване към електронната музика и участие в проекта „Ухо Ван Гога“.
През 1997 г. Шнуров и Игор Вдовин основават група Ленинград, свиреща пънк рок и ска пънк. Дебютният им албум „Пуля“ излиза през 1999 г. и в него основно пее Вдовин, докато Шнуров е басист и беквокалист. „Ленинград“ набира популярност с острите си, често нецензурни текстове. Песни като „WWW“, „Мне бы в небо“, „Менеджер“ са едни от ранните хитове на групата. „Ленинград“ има 19 издадени албума, като последният от тях е „Пляж наш“ от 2014 г. През 2008 г. Шнуров основава група Рубль, с която има няколко сингъла. Музикантът има и 2 самостоятелни албума.
Шнуров е автор на музиката към десетки филми, най-известните от които са двете части на Баварец, Ден на избори и 2-Асса-2. Освен това се снима в киното, където дебютира през 2001 г. в сериала Агентство НЛС. Сергей играе камео във филмите 2-Асса-2, 8 нови срещи и Затворник на старата усадба.
Музикантът е бил телевизионен водещ на няколко предавания – новогодишната програма на Рен ТВ „Неголубой огонёк“, „Ленинградски фронт“, „Шнур по света“, „История на руския шоубизнес“, футболното студио на Матч ТВ „Култ Тура“. Водещ е на предаването „За любовта“ по Първи канал.
Шнуров се занимава и с изобразително изкуство, описвайки стила си като „брандреализъм“, чиято концепция е доминацията на определени марки над хората. Неговата творба „Риза“ е запазена в музея за съвременно изкуство „Ерарта“.
През 2016 г. е избран за човек и музикант на годината в класацията на списание GQ. През 2017 г. участва с епизодическа роля в сериала Мутра по заместване.